# Salenocidaris
Salenocidaris is een geslacht van zee-egels uit de familie Saleniidae. De wetenschappelijke naam van het geslacht werd in 1869 voorgesteld door Alexander Agassiz.

## Soorten
- Salenocidaris brachygnatha Mortensen, 1934
- Salenocidaris crassispina (A. Agassiz & H.L. Clark, 1907)
- Salenocidaris hastigera (A. Agassiz, 1879)
- Salenocidaris incrassata Mortensen, 1934
- Salenocidaris miliaris (A. Agassiz, 1898)
- Salenocidaris nudispina (Markov, 1988)
- Salenocidaris pacifica (Döderlein, 1885)
- Salenocidaris profundi (Duncan, 1877)
- Salenocidaris varispina A. Agassiz, 1869